# Henry Dagmil
Henry C. Dagmil (* 7. Dezember 1981 in Maltana, Tampakan) ist ein ehemaliger philippinischer Leichtathlet, der sich auf den Weitsprung spezialisiert hat und Inhaber des Landesrekordes in dieser Disziplin ist.

## Sportliche Laufbahn
Erste Erfahrungen bei internationalen Wettbewerben sammelte Henry Dagmil im Jahr 2003, als er bei den Asienmeisterschaften in Manila mit 22,29 s in der ersten Runde im 200-Meter-Lauf ausschied und im Weit- und Dreisprung mit 7,21 m bzw. 14,71 m den Finaleinzug verpasste. Anschließend belegte er bei den Südostasienspielen in Hanoi mit 7,12 m den sechsten Platz im Weitsprung. Zwei Jahre später gelangte er bei den Asienmeisterschaften in Incheon mit 7,75 m auf den fünften Platz und anschließend siegte er bei den Südostasienspielen in Manila mit 7,81 m im Weitsprung und gewann zudem in 40,55 s die Silbermedaille mit der philippinischen 4-mal-100-Meter-Staffel hinter dem Team aus Thailand. 2006 nahm er erstmals an den Asienspielen in Doha teil und klassierte sich dort mit 7,76 m auf dem fünften Platz. Im Jahr darauf verteidigte er bei den Südostasienspielen in Nakhon Ratchasima mit 7,87 m seinen Titel und 2008 stellte er in den Vereinigten Staaten mit 7,99 m einen neuen Landesrekord auf und qualifizierte sich damit für die Teilnahme an den Olympischen Spielen in Peking, bei denen er mit 7,58 m aber den Finaleinzug verpasste. 
2009 brachte er bei den Weltmeisterschaften in Berlin in der Qualifikationsrunde keinen gültigen Versuch zustande, gewann anschließend aber mit 7,72 m die Bronzemedaille bei den Südostasienspielen in Vientiane hinter dem Thailänder Supanara Sukhasvasti und seinem Landsmann Joebert Delicano. Im Jahr darauf nahm er erneut an den Asienspielen in Guangzhou teil und belegte dort mit einer Weite von 7,52 m den sechsten Platz und 2011 brachte er bei den Weltmeisterschaften in Daegu in der Vorrunde erneut keinen gültigen Versuch zustande. Anschließend gewann er bei den Südostasienspielen in Palembang mit 7,78 m die Silbermedaille hinter Supanara Sukhasvasti und klassierte sich im Dreisprung mit 15,65 m auf dem sechsten Platz. 2013 erreichte er bei den Asienmeisterschaften in Pune mit 7,27 m Rang elf und siegte anschließend mit 7,80 m bei den Südostasienspielen in Naypyidaw. 2014 belegte er bei den Hallenasienmeisterschaften in Hangzhou mit 7,43 m den sechsten Platz und Ende September wurde er bei seinen dritten Asienspielen in Incheon mit 7,43 m Elfter. Im Jahr darauf bestritt er bei den Südostasienspielen in Singapur seinen letzten offiziellen Wettkampf, den er mit 7,28 m auf dem sechsten Platz beschloss, und beendete daraufhin seine aktive sportliche Karriere im Alter von 33 Jahren.
In den Jahren von 2004 bis 2006 wurde Dagmil philippinischer Meister im Weitsprung.

## Persönliche Bestleistungen
- 100 Meter: 10,71 s (−0,6 m/s), 1. Juli 2004 in Manila
- 200 Meter: 22,29 s (+1,5 m/s), 22. September 2003 in Manila
- Weitsprung: 7,99 m (+0,2 m/s), 7. Juni 2008 in Los Angeles (philippinischer Rekord)
  - Weitsprung (Halle): 7,43 m, 15. Februar 2014 in Hangzhou
- Dreisprung: 15,65 m (−0,7 m/s), 13. November 2011 in Palembang